# Clause sociale dans les marchés publics français
La clause sociale dans les marchés publics est une clause qui s'applique aux marchés publics français depuis 2006.
En effet, le code des marchés publics, en 2006, permet dans certains cas, l'insertion de personnes en situation de fragilité : handicap, précarité (jeunes sans qualification, titulaires des minima sociaux).
Selon l'ordonnance no 2015-899 du 23 juillet 2015 relative aux marchés publics, un marché public est un contrat administratif à titre onéreux, conclu entre un acheteur ou donneur d’ordres et un opérateur économique, afin de répondre à des besoins en matière de fournitures, de services ou de travaux. Selon le Code des marchés publics de 2006, sont assujettis aux règles des marchés publics les pouvoirs adjudicateurs et les entités adjudicatrices.
Les pouvoirs adjudicateurs sont : l’État et ses établissements publics n'exerçant pas une activité industrielle ou commerciale mais également, les collectivités territoriales ainsi que les établissements publics locaux.
Une entité adjudicatrice est un organisme adjudicateur qui exerce une activité d'opérateur de réseau : production, transport ou distribution d'électricité, de gaz ou d'eau ou service public dans le domaine des transports.

## Histoire
Depuis le 1er septembre 2006, le Code des marchés publics, dans son article 5, incite les donneurs d'ordres à prendre en compte la notion de développement durable. C'est ainsi qu'est né le terme de clause sociale. Il s'agit d'une condition d'exécution du marché permettant de réserver une partie des heures de travail à la réalisation d’une action d’insertion professionnelle.
La clause sociale permet aux acheteurs de soutenir une économie locale et éthique, c'est-à-dire une économie qui répond aux bonnes mœurs du territoire, de répondre sans surcoût à leurs objectifs de développement durable et de lutter contre le chômage via l'embauche de personnes éloignées de l'emploi. On peut retrouver une clause sociale dans un marché public de travaux, de services ou de fournitures.
Le code des marchés publics sera modifié par l'Ordonnance no 2015-899 du 23 juillet 2015 relative aux marchés publics puis par le code de la commande publique, le 1er avril 2019. Ainsi, Depuis le 1er avril, c'est l'article L2111-1 du code de la commande publique qui incite à la prise en compte du développement durable dans les marchés publics.

## Les bénéficiaires de la clause sociale
Différents types de public peuvent bénéficier du système de clause sociale; il s'agit :
- Des demandeurs d'emploi de longue durée c'est-à-dire d'une durée supérieure à 12 mois d'inscription au chômage,
- Des allocataires du revenu de solidarité active[7] ou leur ayant droit,
- Du public reconnu travailleur handicapé[8] et orienté en milieu ordinaire[9],
- Des bénéficiaires de minima sociaux tels que l'allocation adulte handicapé, le revenu de solidarité active ou l'allocation de solidarité spécifique,
- Des jeunes de moins de 26 ans et ayant un niveau scolaire inférieur au CAP et au BEP,
- Des demandeurs d'emploi de plus de 50 ans,
- Des personnes prises en charge dans le dispositif de l'insertion par l'activité économique,
- Des personnes employées dans les groupements d'employeurs pour l'insertion et la qualification[10].

L'éligibilité du salarié bénéficiant de la clause sociale doit être vérifiée avant tout recrutement par le « facilitateur » de la clause sociale, garant du bon fonctionnement du dispositif. Le facilitateur a un rôle fondamental dans la réussite de la clause sociale. C'est lui qui fait le lien entre le donneur d'ordres, la ou les entreprises qui répondent au marché, les personnes éloignées de l'emploi, le service public de l'emploi et les acteurs de l'insertion par l'activité économique.

## Les solutions d'embauche
Plusieurs possibilités d'embauche s'offrent aux entreprises qui répondent aux marchés contenant une clause sociale, soit :
- L'embauche directe en Contrat à Durée Indéterminée, Contrat à Durée Déterminée ou en contrat d'alternance,
- En sous-traitant une activité à une structure d'insertion par l'activité économique, une entreprise adaptée ou un établissement et service d'accompagnement par le travail,
- Le recours à la mise à disposition de personnel via les associations intermédiaires, les entreprises de travail temporaire d'insertion[12], les agences d'intérim[13] et les groupements d’employeurs pour l’insertion et la qualification

## Comment mettre en place une clause sociale?
Le code de la commande publique version 2019  permet une mise en application du développement durable dans les besoins de l'acheteur public en appliquant des critères sociaux et environnementaux::
- L'article L2112-2 décide de l'existence de « la condition d'exécution »[15] d'un marché public : l'entreprise qui souhaite appliquer une politique sociale réserve un certain nombre d'heures d'activités rémunérées par cet appel d'offres à une action d'insertion,
- L'article 2152-7 pose « le critère de sélection des offres »[16] : l'entreprise qui souhaite appliquer une politique en répondant au marché, doit présenter ce qu'elle va mettre en place en termes d’insertion professionnelle. La réponse à l'appel d’offres fera l'objet d'une acceptation en fonction de plusieurs critères précisés dans l'article 52.
- Les articles L 2113-12[17] et L2113-13[18] traitent du "marché réservé" : la totalité du marché ou une partie seulement (lors d'une division par lot) peut être réservé aux structures employant plus de 50 % de travailleurs reconnus handicapés ou rencontrant des difficultés socioprofessionnelles,
- L'article L2113-15 parle du « marché réservé à l'Économie Sociale et Solidaire »[19] Certains marchés, en vertu de l'application d'une politique sociale, peuvent être réservés à des entreprises du secteur de la santé, de l'économie sociale et solidaire, social ou du culturel, pour une durée de 3 ans,
- L'article R2123-1 décide de l'existence des "marchés d'insertion"[20]. L'objet même de marché public est l'achat d'un projet d'insertion et de qualification de personnes très éloignées de l'emploi.

## Les différentes structures d'insertion par l'activité économique
L’atout d'une structure d'insertion par l'activité économique est la qualité de l'encadrement offert aux personnes en insertion, tant du point de vue social que du point de vue technique. Elles apportent conseil et savoir-faire aux entreprises qui souhaitent répondre à un appel d'offres et paraissent être un véritable gage de réussite de la clause sociale.
Les structures d’insertion par l’activité économique (SIAE)
Selon l’article L.5132-4 du code du travail, on retrouve
- Les ateliers et chantiers d’insertion (ACI)
- Les associations intermédiaires (AI)
- Les entreprises d’insertion (EI)
- Les entreprises de travail temporaire d’insertion (ETTI)

### Les structures prestataires de biens et services
Les entreprises d'insertion réservent certains postes à des personnes en situation d'exclusion. Elles exercent leur activité en fonction du marché et leurs ressources proviennent essentiellement de la vente de leurs produits et services.
Les ateliers et chantiers d'insertion sont conventionnés par l'État pour mener des activités d'utilité sociale. Leurs salariés bénéficient d'une formation de terrain et sont encadrés dans leur projet professionnel. Seuls 30 % de leurs ressources peuvent provenir de la vente de biens et de services (50 % sur dérogation).
Les Régies de quartier et de territoire regroupent des collectivités locales et/ou des bailleurs sociaux et habitants du quartier ou du territoire pour intervenir sur le développement économie, social et culturel du territoire. Elles répondent à des services dont le besoin est mal ou peu couvert.

### Les structures de mise à disposition de personnel
Les associations Intermédiaires qui mettent leurs salariés à disposition de particuliers, autres associations, collectivités et entreprises dans de nombreux secteurs d'activité. Ce service se fait à titre onéreux, mais sans but lucratif.
Les entreprises de travail temporaire d'insertion : ce sont des associations ou des sociétés commerciales qui mettent leurs salariés à disposition des entreprises et collectivités qui répondent aux marchés publics et ce dans tous secteurs d'activité. Elles appliquent la réglementation du travail temporaire.
Les groupements d'employeurs pour l'insertion et la qualification (GEIQ), qui sont le plus souvent spécialisés dans un secteur d'activité donné (exemple: Bâtiment et travaux publics, propreté, etc.), regroupent des entreprises qui parient sur le potentiel de personnes exclues du marché de l'emploi. Ces personnes sont embauchées et formées par le groupement d'employeurs pour l'insertion et la qualification qui les met à disposition des entreprises adhérentes. Les GEIQ ne font pas partie de l'IAE mais peuvent bénéficier des clauses d'insertion.
En complément des structures de l'insertion par l'activité économique, le milieu dit "adapté ou protégé", propose des prestations réalisées par des travailleurs handicapés.

## Qu'en était-il à l'origine?
En 2006, le code des marchés publics a mis en place 4 dispositifs de clause sociale permettant l'insertion des personnes en état de fragilité. On les retrouve dans 4 articles du code des marchés publics:
- L'article 14 décide de l'insertion d'une ou plusieurs personnes en état de fragilité comme condition d'exécution du marché,
- L'article 53 pose l'insertion comme critère de choix des entreprises qui répondent au marché public,
- L'article 30 parle des marchés publics qui portent sur des prestations d'insertion,
- L'article 15 traite des marchés publics réservés à l'insertion des personnes en état de fragilité.

L'ordonnance « marché public » du 23 juillet 2015 modifie le code des marchés publics de 2006, et a permis, à travers d'autres articles, de poursuivre la politique sociale :
- L'article 38 décide de l'existence de « la condition d'exécution » d'un marché public[25] : l'entreprise qui souhaite appliquer une politique sociale réserve un certain nombre d'heures d'activités rémunérées par cet appel d'offres à une action d'insertion,
- L'article 52 pose « le critère de sélection des offres »[26] : l'entreprise qui souhaite appliquer une politique en répondant au marché, doit présenter ce qu'elle va mettre en place en termes d’insertion professionnelle. La réponse à l'appel d’offres fera l'objet d'une acceptation en fonction de plusieurs critères précisés dans l'article 52.
- L'article 36 traite du « marché réservé »[27]: la totalité du marché ou une partie seulement (lors d'une division par lot) peut être réservé aux structures employant plus de 50 % de travailleurs reconnus handicapés ou rencontrant des difficultés socioprofessionnelles,
- L'article 37 parle du « marché réservé à l'Économie Sociale et Solidaire »[28] Certains marchés, en vertu de l'application d'une politique sociale, peuvent être réservés à des entreprises du secteur de la santé, de l'économie sociale et solidaire, social ou du culturel, pour une durée de 3 ans,
- L'article 28 décide de l'existence des "marchés d'insertion"[29]. L'objet même de marché public est l'achat d'un projet d'insertion et de qualification de personnes très éloignées de l'emploi.